# David Silva (actor)
David Silva Guglielmeti (Ciudad de México, 9 de octubre de 1917-Ciudad de México, 21 de septiembre de 1976) fue un actor mexicano.

## Primeros años y vida personal
De ascendencia suizo-italiana y francesa por parte de madre, David Silva nació en la Ciudad de México el 9 de octubre de 1917, siendo sus padres David Silva Ramírez, destacado cantante y profesor de canto de género operístico, y Aída Guglielmeti Travesí, de origen norteamericano. Debido a que su padre trabajaba al lado de Enrico Caruso, una parte de la infancia de David se desarrolló en los Estados Unidos, y no fue sino hasta el retiro de su padre cuando la familia regresó a México, donde inició sus estudios en el Colegio Franco-Inglés de la Ciudad de México, para después estudiar en la Escuela Nacional de Jurisprudencia de la UNAM, donde no concluyó sus estudios a raíz de su incursión como extra en la película Bajo el cielo de México, a invitación expresa de sus amigos del colegio. Sin embargo, el medio artístico ya lo había cautivado desde antes, ya que también había incursionado en la radio como locutor de la XEW, XEQ, y la XEB "La B Grande", lo cual le rendiría una cierta seguridad en el escenario. En cierta ocasión, durante la filmación de La Zandunga, en donde participó con Lupe Vélez, ella le aseveró: «Nunca te vayas de México, porque el éxito te llegará aquí.» Su condición de actor sin crédito ni fama lo hizo percatarse de las condiciones de trabajo y lo movió a participar en la formulación del primer sindicato de extras, lo que le ganó un veto de más de un año. Su primer papel estelar lo consiguió bajo la batuta del Emilio "El Indio" Fernández, en la película La isla de la pasión (en el papel de "Clipperton"). El trabajo continuó al lado de grandes personalidades del cine, lo que lo fue colocando en un estatus alto y pronto lo convertiría en "galán del cine mexicano". De esta primera etapa como actor destaca el filme Brindis de amor (Toast to Love, en el original en inglés), de 1951, rodada en Hollywood al lado de la actriz rusa Irina Baronova y bajo la dirección de Arman Chelieu.
Con una trayectoria consolidada al lado de Pedro Armendáriz, Carmen Montejo, Carlos López Moctezuma, Joaquín Pardavé, Sara García, María Antonieta Pons, Katy Jurado y otras estrellas, su trabajo en Hollywood le aseguró una estadía prolongada—por parte de la MGM—cuando recibe noticias de que se buscaba a un actor para personificar la vida de Rodolfo "El Chango" Casanova. Estando en los Estados Unidos solicitó el papel, lo que implicó un gran reto físico y mental, que decidió afrontar. Con la interpretación del "Kid" Terranova (en Campeón sin corona), David Silva ganaría el Ariel al mejor actor en el año de 1947, derrotando a Pedro Armendáriz (Enamorada), otra leyenda del cine mexicano. Campeón sin corona se convirtió en un éxito rotundo y alcanzó tres premios. La película acerca al espectador a mundos diversos donde incluso el idioma refleja la condición social del pueblo. A la fecha, es considerada una joya del cine nacional por su contenido fotográfico, lingüístico y cultural.
La metamorfosis de Silva comenzó al adoptar personajes populares, especialmente aquellos de galán campirano y urbano que a menudo solía interpretar, lo que le valdría dos nominaciones más por sus actuaciones en Esquina bajan (1949) y "Espaldas mojadas" (1956). Ambas películas fueron dirigidas por Alejandro Galindo, director de Campeón sin corona y al lado de quien alcanzaría sus más grandes éxitos. También se recuerda su actuación en Una familia de tantas filmada en 1948 teniendo de protagonistas a Fernando Soler, Martha Roth y Alma Delia Fuentes, en donde desempeña una interpretación de vendedor de electrodomésticos de fines de la década de los años 1940, cuando los artículos eléctricos modernos llegaban a la ciudad.
Volvió a Hollywood para actuar en el filme The First Texan bajo la dirección de Byron Haskins, desempeñando el papel de Santa Anna
En 1951, antes de partir, había conocido a Helena Belmont, una joven brasileña de origen franco-español que había llegado recientemente a México. La conexión entre ellos fue inmediata y, al regresar en 1952 de casaron. Juntos tuvieron tres hijos, y estuvieron juntos hasta 1976, con el falleció el actor.

## Cine de arrabal
La disciplina actoral de David era a prueba de fuego, la madurez física iba de la mano de la actoral, su imagen física le permitía interpretar papeles diversos, de personajes con perfiles extremos. La versatilidad le ayudaría y comenzaría a rodar películas con tinte policíaco e incluso negro, el llamado cine de arrabal conoció su lado más famoso en Juan Orol, pero también en David Silva. Mafioso, gánster, policía corrupto, traficante o tratante de blancas, estos personajes sórdidos se verían reflejados en las interpretaciones de David, la imagen de un México surrealista se llevaba a la pantalla. Las rumberas y exóticas eran el complemento de las historias intrincadas, que frecuentemente se abordaron. Durante el gobierno de Miguel Alemán Valdés serían muchos los filmes realizados bajo esta tónica: Manos de seda, Lazos de fuego (Mujeres del cabaret), Ventarrón, A la sombra del puente y Ángeles de arrabal son algunos de los más característicos de esta época y en los cuales David actuó.

## Sus últimos papeles
Entrada la década de los años 60, la edad se había convertido en una limitación para sus papeles cinematográficos: el héroe, galán o apuesto villano había quedado atrás. Pero su disposición a continuar con la profesión que tanto amó lo colocó en posiciones importantes de la filmografía mexicana, donde buscó siempre la vigencia en una industria que se había transformado. Las nuevas modas fílmicas, el cine de aventuras (rancheras, luchadores), el cine fantástico (terror, vampiros), el chili western (cine de vaqueros al "estilo mexicano"), no significaron un obstáculo para David, quien siempre estuvo dispuesto a ejecutar actuaciones que, al paso del tiempo, se volvieron memorables.

### Huracán Ramírez
Huracán Ramírez, de 1953, dirigida por Joselito Rodríguez, es quizá uno de los filmes que marcó el inicio del cine de aventuras, donde aparece como héroe un personaje patente de la cultura mexicana: el luchador. David poseía una destreza física importante. Fueron varias películas interpretando a Huracán, junto a Carmelita González en el papel de su esposa, del luchador Tonina Jackson como su papá y de Titina Romay como su hermana y Pepito Romay como su hijo, así como Freddy Fernández «El Pichi». A estos filmes le seguiría la moda del cine de luchadores: ya fuese con El Santo o con Blue Demon, el concepto de Joselito Rodríguez seguiría vigente por muchos años más.

### De la nueva generación
Fue el actor favorito de muchos directores de la vieja pero también de la nueva escuela. De esta etapa última destacan: La risa de la ciudad, de Edgardo Gazcón; El topo, de Alejandro Jodorowsky, y la mítica El castillo de la pureza, de Arturo Ripstein, cuya notoriedad es la conjunción de luminarias de primer nivel de la Época de Oro, como Rita Macedo, Claudio Brook y el propio David.
La exitosa y legendaria tripleta David Silva - Fernando Soto "Mantequilla" - Alejandro Galindo apadrinaría el debut del cantante Vicente Fernández en Tacos al carbón, la que sería su última actuación juntos.
Pese a su indudable calidad actoral, nunca se le permitió dirigir una película.

## Enfermedad y muerte
En 1971 David Silva sufrió un accidente automovilístico que le lesionó gravemente la pierna izquierda; sometido a tratamiento, se descubrió que padecía un problema más grave: diabetes mellitus con complicaciones circulatorias periféricas. Su estado se complicó al grado de que resultó necesario amputarle la pierna izquierda y se vio obligado al uso de una silla de ruedas. Interpretó su último papel en el filme Los albañiles, de Jorge Fons. En septiembre de 1976 se le practicó una cirugía para amputarle la pierna derecha, pero la diabetes complicó el cuadro clínico y tuvo un desenlace fatal. Falleció el 21 de septiembre de 1976.

## Filmografía
- Bajo el cielo de México (1937)
- La Zandunga (1937)
- La casa del ogro (1938)
- Hombres de mar (1938)
- Café Concordia (1939)
- Hombres del aire (1939)
- Viviré otra vez (1939)
- La gallina clueca (1941)
- La isla de la pasión (1941)
- La posada sangrienta (1941)
- La abuelita (1942)
- Lo que solo el hombre puede sufrir (1942)
- Regalo de reyes (1942)
- Secreto eterno (Corazón de mujer) (1942)
- Soy puro mexicano (1942)
- Yolanda (Brindis de amor) (1942)
- Ave sin nido (1943)
- Balajú (1944)
- Los miserables (1943)
- Tres hermanos (1943)
- El mexicano (1944)
- La culpable (1944)
- Porfirio Díaz (Entre dos amores) (1944)
- Flor de Durazno (1945)
- Rayando el sol (1945)
- Campeón sin corona (1945)  —sobre la vida del boxeador Rodolfo Casanova
- A la sombra del puente (1946)
- El amor abrió los ojos (1946)
- Humo en los ojos (1946)
- Los que volvieron (1946)
- Me persigue una mujer (1946)
- La carne manda (1947)
- De pecado en pecado (1947)
- Señora tentación (1948)
- Una familia de tantas (1948)
- Han matado a Tongolele (1948) sobre Tongolele
- ¡Esquina bajan! -dirigido por Alejandro Galindo- (1948)
- Lazos de fuego (Mujeres del cabaret) (1948)
- Revancha (1948)
- Hay lugar para dos -secuela de: ¡Esquina bajan! - (1948)
- Ángeles de arrabal (1949)
- Esposa o amante (1949)
- Eterna agonía (1949)
- No me quieras tanto (1949)
- Las puertas del presidio (1949)
- Rayito de luna (1949)
- Ventarrón (1949)
- Los amantes (1950)
- El amor no es ciego (1950)
- Casa de vecindad (1950)
- Cuando acaba la noche (1950)
- El desalmado (1950)
- Nosotras las taquígrafas (1950)
- Anillo de compromiso (1951)
- El billetero (1951)
- Manos de seda (1951)
- Radio patrulla (1951)
- Los hijos de nadie (1952)
- Huracán Ramírez (inicio de la saga de aventuras de este héroe enmascarado de la lucha libre) (1952)
- El jugador (1952)
- Poker de ases (1952)
- Traigo mi 45 (1952)
- Casta de roble (1952)
- Espaldas mojadas (1953)
- Los Fernández de Peralvillo (1953)
- Reportaje (1953) dirigido por Emilio Fernández
- Esposa te doy (1956)
- La edad de la tentación (1958)
- Trampa fatal (El fistol del diablo) (1958)
- Ellas también son rebeldes (1959)
- El aviador fenómeno —actuando al lado de Adalberto Martínez Resortes— (1960)
- En busca de la muerte (1960)
- El hombre de la ametralladora (1960)
- Locura de terror
- Mañana serán hombres (1960)
- La noche del jueves (1960)
- Tirando a matar (1960)
- Y Dios la llamó tierra (1960)
- El barón del terror (1961)
- El fusilamiento (1961)
- Los hermanos Del Hierro (1961)
- Juventud rebelde (jóvenes rebeldes) (1961)
- El misterio de "Huracán Ramírez" (1962)
- La risa de la ciudad (1962)
- División narcóticos (1963)
- El mundo de las drogas (1963)
- El hombre de papel (1963)
- El revólver sangriento (1964)
- Cargando con el muerto (1964)
- La recta final (1964)
- El cachorro (1965)
- El charro de las calaveras (1965)
- Duelo de pistoleros (1965) filme de tipo "Chili Western"
- El hijo del "Huracán Ramírez" (1965)
- Los malditos (1965)
- El secreto del texano (1965)
- Los canallas (1965)
- El mal (1966)
- ¡Arriba las manos texano..! (1967)
- Una horca para el texano (1967)
- La mujer murciélago (1967)
- La venganza de "Huracán Ramírez" (1967)
- Enigma de muerte (1968)
- El Topo de Alejandro Jodorowsky (1969)
- Campeones justicieros (1970)
- Los desalmados (1970)
- Para servir a usted (1970)
- Simplemente vivir (1970)
- Ya somos hombres (1970)
- Ángeles y querubines (1971)
- La mansión de la locura (1971)
- Pubertinaje (1971)
- Tacos al carbón (1971) marcando el debut cinematográfico del cantante Vicente Fernández
- Aquellos años (1972)
- El castillo de la pureza —basado en una novela de Luis Spota— (1972)
- Fe, Esperanza y Caridad
- La montaña sagrada (The Holy Mountain) nuevamente bajo la dirección de Alejandro Jodorowsky (1972)
- Una rosa sobre el ring (1972)
- San Simón de los Magueyes (1972)
- Alucarda, la hija de las tinieblas (1976)
- Los albañiles (1976)

## Reconocimientos

### Premios Ariel
| Año  | Categoría             | Película           | Resultado |
| ---- | --------------------- | ------------------ | --------- |
| 1947 | Actor                 | Campeón sin corona | Ganador   |
| 1949 | Actor                 | ¡Esquina bajan!    | Nominado  |
| 1956 | Actor                 | Espaldas mojadas   | Nominado  |
| 1972 | Coactuación masculina | El topo            | Nominado  |